# Giorgia Rossi
Giorgia Rossi (Roma, 5 de junio de 1987) es una periodista y presentadora de televisión italiana.

## Biografía
Giorgia Rossi nació el 5 de junio de 1987 en Roma, de madre Daniela y padre Roberto Rossi. Gracias a este último ya su abuelo Mario, a los siete años Giorgia se apasionó por el fútbol. Tras interrumpir sus estudios universitarios se acercó al mundo del periodismo, por lo que empezó a trabajar como periodista en el sector del deporte.

## Carrera
Giorgia Rossi, luego de terminar el bachillerato científico, se matriculó en la facultad de derecho, sin terminar sus estudios. Desde 2007 es periodista profesional registrada en la asociación de periodistas de Lazio ya los veinte años comenzó a trabajar para el canal temático Roma Channel. Se mudó primero a Sky y luego a Rai Sport.
En 2013 se incorporó a Mediaset, donde trabajó como corresponsal del programa de televisión Tiki Taka. Más tarde trabajó para Studio Sport. A continuación, presentó las retransmisiones previas y posteriores a los partidos de la UEFA Champions League en Mediaset Premium y Domenica Premium, un programa que anticipa los partidos de la Serie A retransmitidos en Premium Sport todos los domingos por la mañana. Condujo los programas previos y posteriores a los partidos de la Copa del Mundo de 2018 en Mediaset y es un invitado habitual en el programa Balalaika - Dalla Russia col pallone.
Desde el domingo 19 de agosto de 2018 presenta todos los domingos por la noche en Canale 5 Aspettando Pressing, un programa de entretenimiento de la Serie A en previsión de la nueva edición de Pressing, a partir del 2 de septiembre de 2018, que presenta con Pierluigi Pardo y Elena Tambini, nuevamente en Canale 5. Con el inicio de la UEFA Nations League, presentó el especial posterior al partido en Canale 5. Después fue el turno de Pressing Euro 2020, un postpartido dedicado a los partidos de clasificación para la Eurocopa 2020 retransmitido por Mediaset. Desde el 17 de septiembre de 2019 fue anfitrión de Pressing Champions League en Italia 1 y desde el 6 de enero de 2020 Pressing Serie A en Rete 4 (luego se trasladó del 21 de junio de 2020 a Italia 1). En 2021 presentó La partita del cuore en Canale 5, junto a Federica Panicucci y Pierluigi Pardo.
En julio de 2021 dejó Mediaset para unirse a DAZN, donde comenzó a albergar partidos previos y posteriores a los partidos de la Serie A TIM, la UEFA Europa League, la UEFA Europa Conference League y la UEFA Women's Champions.

## Programas de televisión
| Año             | Título                                  | Cadeña        | Cadeña         | Cadeña        | Role               |
| --------------- | --------------------------------------- | ------------- | -------------- | ------------- | ------------------ |
| 2011-2012       | Euro Calcio Show                        | Sky Sport     | Sky Sport      | Sky Sport     | Conductora         |
| 2013-2015, 2019 | Tiki Taka - Il calcio è il nostro gioco | Italia 1      | Italia 1       | Canale 5      | Enviada y invitada |
| 2015-2018       | Premium Champions                       | Premium Sport | Premium Sport  | Premium Sport | Conductora         |
| 2017-2018       | Domenica Premium                        | Premium Sport | Premium Sport  | Premium Sport | Conductora         |
| 2018            | Mondiali Mediaset Live                  | Canale 5      | Canale 5       | Italia 1      | Conductora         |
| 2018            | Balalaika - Dalla Russia col pallone    | Canale 5      | Canale 5       | Canale 5      | Invitada habitual  |
| 2018            | Aspettando Pressing                     | Canale 5      | Canale 5       | Canale 5      | Conductora         |
| 2018            | Pressing                                | Canale 5      | Canale 5       | Canale 5      | Conductora         |
| 2018            | Speciale Nations League                 | Canale 5      | Canale 5       | Canale 5      | Conductora         |
| 2019            | Sport Mediaset Speciale Serie A         | Italia 1      | Italia 1       | Italia 1      | Conductora         |
| 2019-2021       | Pressing Euro 2020                      | Rete 4        | Italia 1       | 20            | Conductora         |
| 2019-2021       | Pressing Champions League               | Italia 1      | Italia 1       | Italia 1      | Conductora         |
| 2020-2021       | Pressing Serie A                        | Rete 4        | Rete 4         | Italia 1      | Conductora         |
| 2021            | La partita del cuore                    | Canale 5      | Canale 5       | Canale 5      | Conductora         |
| 2021            | Presentazione Serie A TIM               | DAZN          | Sport Mediaset | YouTube       | Conductora         |
| 2021-presente   | Pre e post-partite                      | DAZN          | DAZN           | DAZN          | Conductora         |
| 2021-presente   | Euro DAZN                               | DAZN          | DAZN           | DAZN          | Conductora         |